# Absolutely Fabulous (chanson)
Singles de Absolutely Fabulous
Liberation
(1994) Yesterday, When I Was Mad
(1994)
Absolutely Fabulous est une chanson réalisée par le duo britannique Pet Shop Boys sous le nom Absolutely Fabulous. La chanson est basée sur le sitcom britannique Absolutely Fabulous et échantillonne des dialogues de cette série télévisée,,.
La chanson a été publiée en single le 30 mai 1994.
Le single a atteint la 6e place au Royaume-Uni.